# Première République (Italie)
Pour les articles homonymes, voir Première République.
L'expression « Première République » (Prima Repubblica en italien) désigne de manière informelle en Italie le système politique en vigueur entre 1948 et 1994.
Depuis la crise politique qui a secoué le pays entre 1992 et 1994, certains historiens et journalistes divisent l'histoire politique de la République italienne entre la « Première République » et la « Deuxième République », sur la base de la mutation qu'a subi la scène politique italienne à cette période (disparition des partis traditionnels et promulgation de réformes modifiant le système électoral).

## Terminologie et définitions

### Définition d'après Sartori
Parmi les nombreuses définitions de la « Première République » ressort notamment celle du politologue Giovanni Sartori, professeur à l'Université Stanford et à l'Université Columbia, qui la définit comme un « pluralisme polarisé ». Il lui attribue également sept caractéristiques principales :
- la présence de plus de cinq partis majeurs et influents (avec donc un très fort pluralisme).
- la présence de partis anti-systèmes, c'est-à-dire opposés idéologiquement à la forme même de l'État italien (comme le Parti communiste italien ou bien, en moindre mesure, le Mouvement social italien).
- la présence de deux oppositions polarisées, s'excluant mutuellement l'une l'autre et avec des idéologies souvent aux extrêmes (comme justement le Parti communiste italien et le Mouvement social italien).
- un système basé sur le centre, occupé par la Démocratie chrétienne.
- une tendance « centrifuge », en ceci que les oppositions pouvaient gagner des votes en extrémisant leurs positions au lieu de les modérer.
- des oppositions qu'il qualifie d'« irresponsables », proposant des programmes utopistes et irréalisables car conscientes qu'elles n'auraient pas la possibilité de gouverner.
- une centre dirigeant le pays mais lui aussi peu responsable, ne maintenant pas ses promesses car, de toute façon, « obligé » à gouverner.

### Les partis politiques

Symbole de la Démocratie chrétienne.

Symbole du Parti communiste italien.

Les principaux partis de la « Première République » sont les trois formations ayant combattu ensemble contre la dictature fasciste de Mussolini en 1943-1945, c'est-à-dire la Démocratie chrétienne (centriste et conservateur), le Parti communiste italien et le Parti socialiste italien (qui jusqu'en 1978 se rattache encore au marxisme). Cependant, pendant les décennies suivant immédiatement la fin de la guerre, ce sont principalement la Démocratie chrétienne et le Parti communiste qui s'affrontent l'un face à l'autre, laissant d'importantes traces encore aujourd'hui dans la tradition politique italienne.
Dans les décennies suivantes, d'autres partis viennent s'ajouter aux trois principaux comme le Mouvement social italien, néofasciste, et des partis plus centristes, s'alternant en fonction des années et des alliances : le Parti libéral italien, le Parti républicain italien, le Parti social-démocrate italien et les Radicaux italiens.
L'affrontement entre les 3 principaux partis de la Première République se fait aussi au niveau des militants. Ainsi, on note que de 1944 à 1964 (pendant près de 20 ans), le Parti communiste italien mène de loin la vie politique militante du pays (avec d'une à deux fois plus de militants que la Démocratie chrétienne, atteignant des pics jusqu'à 2,3 millions de militants communistes). La décennie suivante, de 1964 à 1974, la Démocratie chrétienne prend la tête du pays avant d'être re-dépassée par les communistes qui redeviennent la première force militante du pays de 1975 à 1986 et ensuite la Démocratie chrétienne reprend le pouvoir pendant les six années qui la séparent de la fin de la Première République.

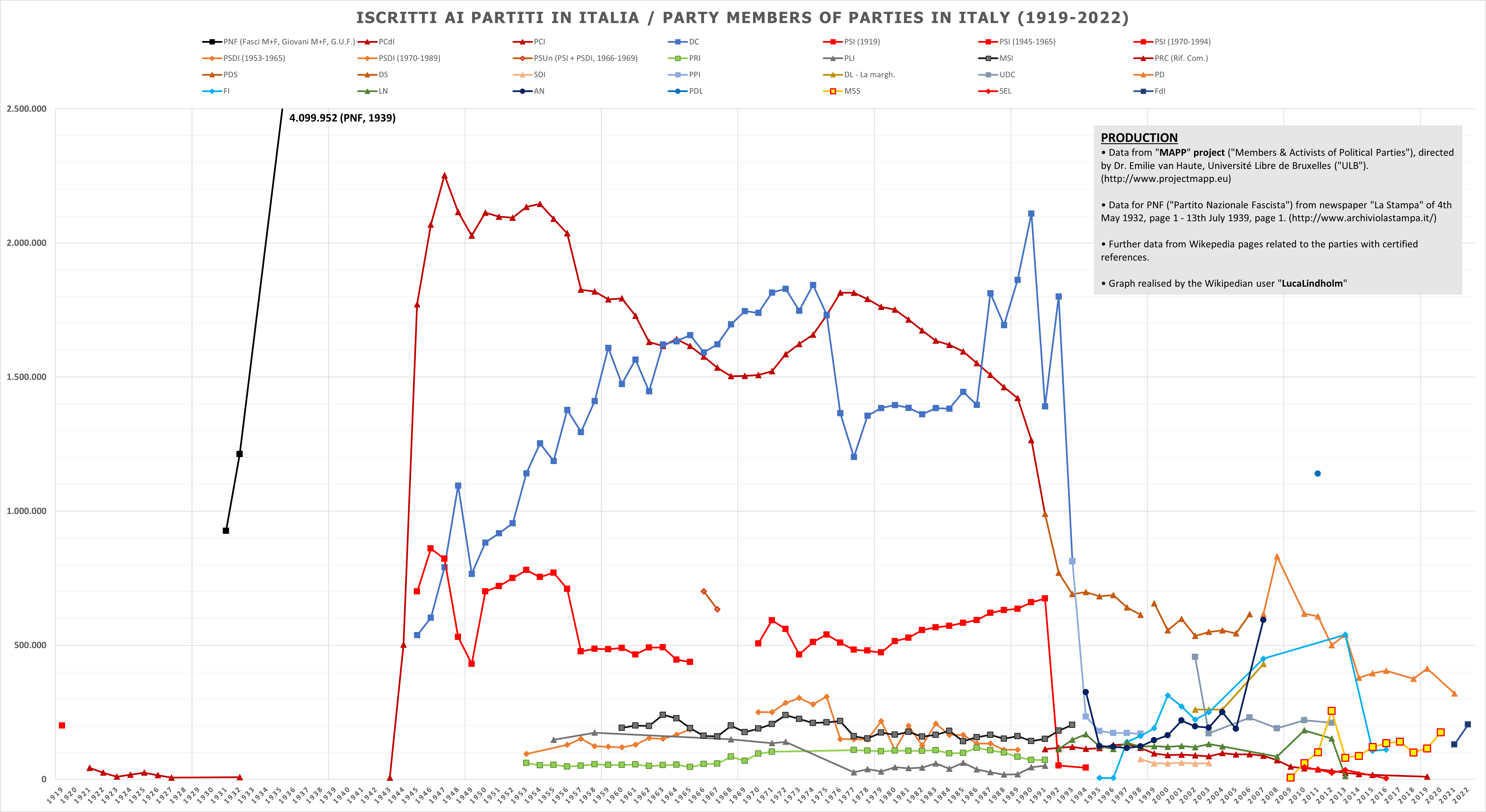
Évolution du nombre d'inscrits au Parti communiste italien, à la Démocratie chrétienne et au Parti socialiste italien.

### Analyse du système
Pour le sociologue américain Sidney Tarrow, en 1977, la pluralité partisane, l'intense polarisation, le clientélisme systémique, le manque de culture civique et l'imbrication des partis dans la société civile fragilise la capacité de l’Italie à surmonter les crises. Le politologue Gianfranco Pasquino juge pour sa part en 1980 que la particratie, et la pratique du pouvoir par la DC, paralysent les institutions. Le partage de ces opinions alimentent une conception « pathologique » de la vie politique italienne archaïque, immobile et anomale.
La crise des années 1992-1994 a ainsi pu être vu comme la confirmation des faiblesses structurelles du régime.

## Histoire
Dans les années 1970 et 1980, plusieurs scandales politico-financiers exposent au grand public la corruption au sein de la classe politique. En réaction, sont créés des associations ou mouvements citoyens autonomes des partis politiques, comme Società civile, cercle visant à réunir magistrats, criminologues, universitaires et intellectuels autour de la lutte contre la crime organisé et ses collusions politiques, créé à Milan en 1985 par Nando dalla Chiesa, fils du général assassiné Carlo Alberto dalla Chiesa et fréquenté par Gherardo Colombo, l'un des juges qui participera à Tangentopoli.

### 1992-1994: La crise d'un système
Le 17 février 1992, le socialiste milanais Mario Chiesa est arrêté en possession d'une valise pleine de billets d'un montant de 7 millions de lires. Au printemps suivant, le gouvernement Amato sorti des élections législatives d'avril subit une série de revers économiques, d'attentats mortels (contre les juges Falcone et Borsellino) et de scandales judiciaires qui éclaboussent la classe politique. Fin 1993, 144 parlementaires (70 DC, 51 PSI, 10 PRI, 6 PSDI, 4 PDS, 1 de la Ligue du Nord, etc.) sont touchés par les enquêtes anti-corruption qui ciblent également les grandes entreprises (Fiat, Ferruzzi, ENI) et la haute administration. En juillet 1993, l'ancien PDG d'ENI, Gabriele Cagliari, et l'ex dirigeant de Ferruzzi, Raul Gardini, se suicident face aux accusations.
La majorité des analyses explique la survenue de la crise par la médiatisation de plusieurs scandales politiques (Opération Mains propres, réseau Gladio, affaire Andreotti) qui ont discrédité un système déjà affaibli par la fin de la bipolarisation internationale et la dégradation des finances publiques à l'heure des contraintes budgétaires européennes. Cette crise de régime traduirait l'aspiration à la modernisation d'un système italien paralysé et corrompu depuis les années 1970 — voire depuis l'unité italienne — par la partocratie, le consociationalisme entre DC et forces de gauche, le clientélisme et la lottizzazione (distribution des emplois et des ressources publics au sein des partis au pouvoir). La magistrature conserve alors à travers l'« urgence mafieuse » des années 1980, l'habit de garant de moralité de l’État qu'elle a déjà endossé lors de la lutte contre le terrorisme de la décennie 1970.
Mais l'expression de ce « paradigme de la dégradation », comme l'a nommé Alfio Mastropaolo, et de la « demande de légalité » existent dès les années 1970, et Jean-Louis Briquet considère « la délégitimation des élites de la première République non pas comme une conséquence de la divulgation des pratiques illicites en leur sein, mais comme un effet de la recomposition du jeu politique italien et des luttes qui ont accompagné le mouvement de renouvellement du personnel dirigeant dont la crise a été l’expression ». Profitant des mises en cause judiciaires, formations d’opposition, nouvelles générations des partis au pouvoir et membres de la « société civile » émergent pour réorganiser le paysage partisan et postuler aux responsabilités, entrainant la disparition des anciens partis majoritaires, la constitution de nouvelles coalitions, l'intégration de forces politiques jusqu'alors marginalisées comme les néo-fascistes du Mouvement social italien (MSI) ou de personnalités extérieures au monde politique comme Silvio Berlusconi et de nombreux membres de son parti Forza Italia.
Pour autant, avec le premier gouvernement Berlusconi qui marque en 1994 l'émergence de la Seconde République, le pouvoir de sanctions des magistrats antimafia et anticorruption et leur importance dans l'espace politique sont rapidement réduits, et les anciens héros de l’État de droit et de la moralité publique deviennent des agents de la fragilisation des institutions.